# Station Surgères
Station Surgères is een spoorwegstation in de Franse gemeente Surgères.
Het station werd geopend in 1857.